# Агия Варвара (дем Бер)
Вижте пояснителната страница за други значения на Агия Варвара.
Агия Варвара или Варварес (на гръцки: Αγία Βαρβάρα, до 1953 година катаревуса Βαρβάραι, Варваре, димотики Βαρβάρες) е село в Република Гърция, дем Бер, област Централна Македония.

## География
Агия Варвара е разположено в на 4 километра южно от град Бер (Верия), на 80 m надморска височина, на левия бряг на Бистрица (Алиакмонас) при излизането на реката в Солунското поле.

## История
Селото е създадено в 1923 година, когато в него са заселени 46 бежански семейства. В 1928 година селото е бежанско селище с 99 бежански семейства и 402 жители бежанци. Регистрираните в 1961 година 1767 жители в голяма част са работници по строежа на язовира на Бистрица.
Жителите произвеждат пшеница, грозде, памук, бостан, а се занимават и с краварство.
| Година    | 1913 | 1920 | 1928 | 1940 | 1951 | 1961 | 1971 | 1981 | 1991 | 2001 | 2011 | 2021 |
| --------- | ---- | ---- | ---- | ---- | ---- | ---- | ---- | ---- | ---- | ---- | ---- | ---- |
| Население |      | 399  | 549  | 585  | 1752 | 1167 | 1042 | 896  | 431  | 797  | 896  | 991  |